# 蓋施泰因山
47°20′15″N 12°29′42″E / 47.3375°N 12.495°E

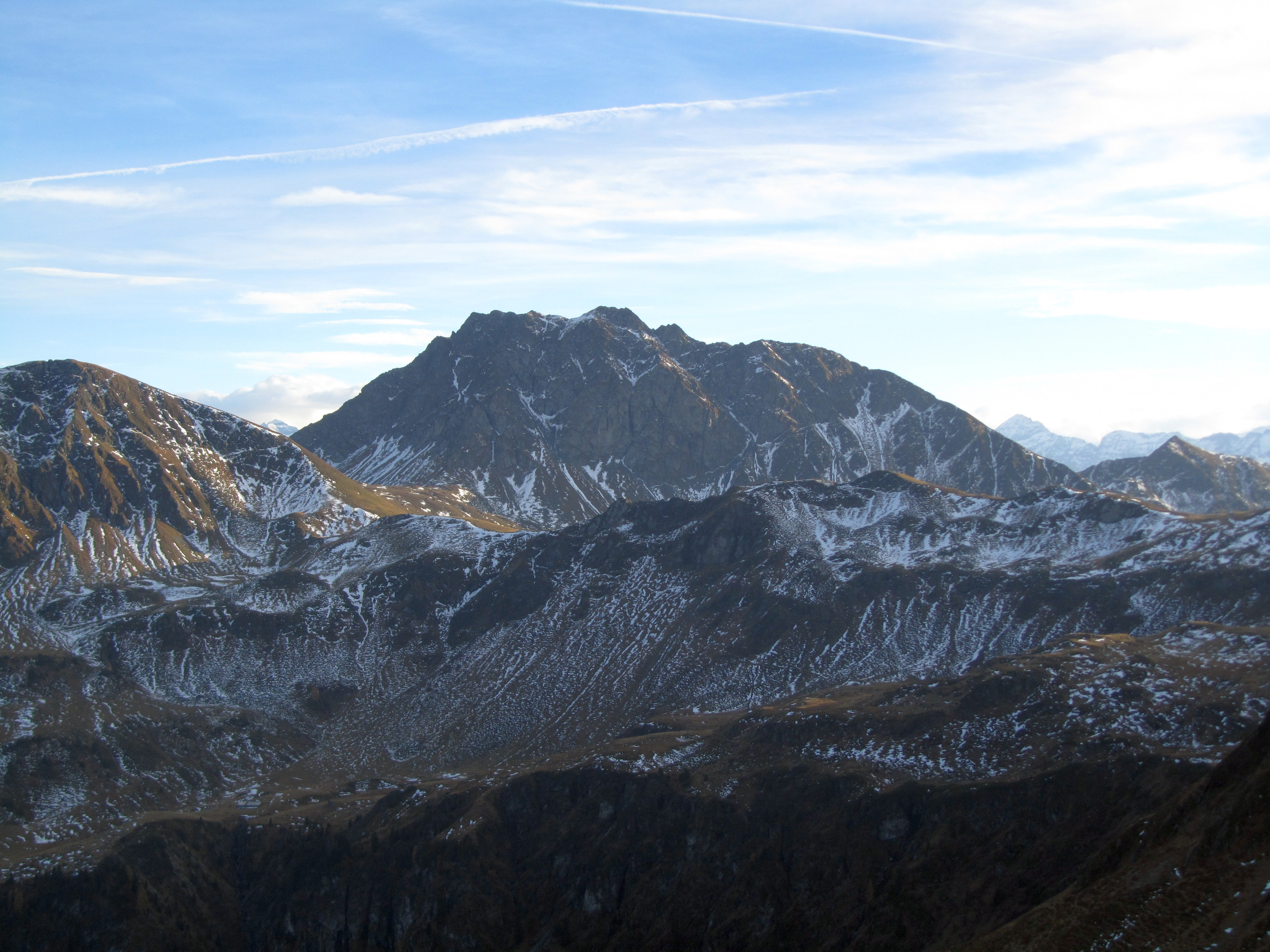

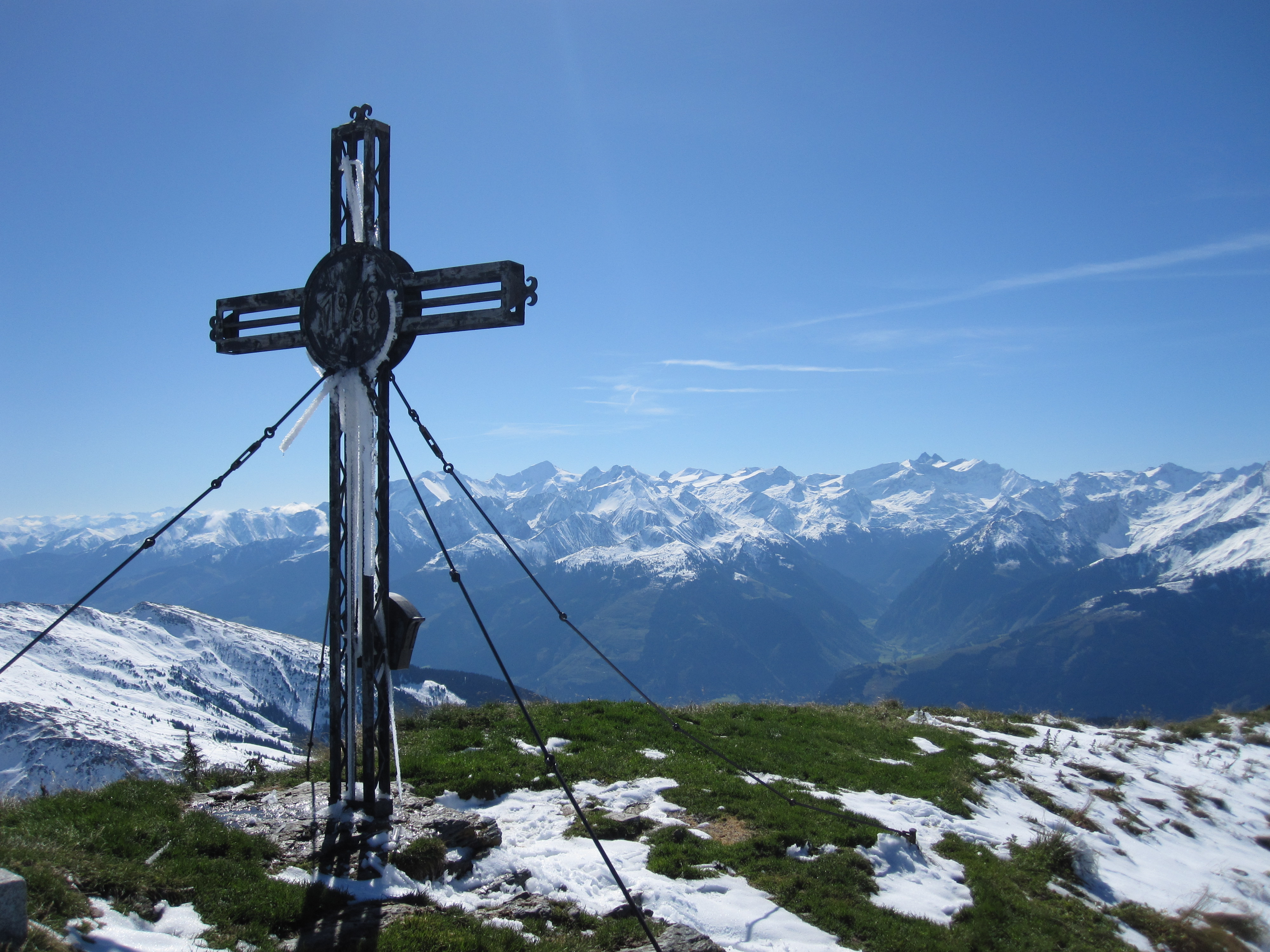

蓋施泰因山（德語：Geißstein），是奧地利的山峰，位於該國西部，處於蒂羅爾州和薩爾茨堡州接壤的邊界，屬於基茨比爾阿爾卑斯山脈的一部分，海拔高度2,366米，每年平均降雨量2,073毫米。